# Hippodrome du Tumulus
L'Hippodrome du Tumulus est un hippodrome français situé sur la commune de Gramat dans le département du Lot.

## Histoire
Le Pari Mutuel y organise deux réunions hippiques depuis 1895
courses de trot et de galop, notamment épreuves de galop réservées aux pur sang arabes 
dont l'élevage est très présent dans le Lot.

## Infrastructures
Il est constitué 
- d'une piste de plat en herbe (Corde à droite) d'une longueur de 1.700 m et largeur 16 m (Cat.2B)
- d'une piste de trot herbe d'une longueur de 1.230 m, et largeur 16 m (Cat.3) ; piste homologuée (avec départ en plates-formes)

Longueur de la ligne d'arrivée : 600 m
- d'une piste d'obstacles d'une longueur 1.750 m, largeur 16 m (Cat.2B)[2]

Les tribunes furent construites entre 1921 et 1922. En 2010 un projet est en cours afin de les rénover et de les remettre aux normes de sécurité actuelles